# Eleições autárquicas portuguesas de 2005 no distrito de Faro
| Eleições autárquicas portuguesas de 2005 Distritos: Aveiro \| Beja \| Braga \| Bragança \| Castelo Branco \| Coimbra \| Évora \| Faro \| Guarda \| Leiria \| Lisboa \| Portalegre \| Porto \| Santarém \| Setúbal \| Viana do Castelo \| Vila Real \| Viseu \| Açores \| Madeira |

## Resultados por Concelho
Os resultados nos Concelhos do Distrito de Faro foram os seguintes:

### Albufeira
| Partido                 | Partido                        | Votos  | %               | +/-   | Vereadores | +/-     |
| ----------------------- | ------------------------------ | ------ | --------------- | ----- | ---------- | ------- |
|                         | Partido Social Democrata       | 8 565  | 62,48 / 100,00  | 14,46 | 5 / 7      | 1       |
|                         | Partido Socialista             | 3 610  | 26,33 / 100,00  | 9,96  | 2 / 7      | 1       |
|                         | Coligação Democrática Unitária | 658    | 4,80 / 100,00   | 0,70  | 0 / 7      | Estável |
|                         | Partido Popular                | 266    | 1,94 / 100,00   | 3,56  | 0 / 7      | Estável |
| Votos Inválidos         | Votos Inválidos                | 610    | 4,45 / 100,00   | 0,23  |            |         |
| Total                   | Total                          | 13 709 | 100,00 / 100,00 |       | 7 / 7      |         |
| Eleitorado/Participação | Eleitorado/Participação        | 24 622 | 55,68 / 100,00  | 1,06  |            |         |

### Alcoutim
| Partido                 | Partido                        | Votos | %               | +/-  | Vereadores | +/-     |
| ----------------------- | ------------------------------ | ----- | --------------- | ---- | ---------- | ------- |
|                         | Partido Social Democrata       | 1 237 | 49,26 / 100,00  | 6,05 | 3 / 5      | Estável |
|                         | Partido Socialista             | 1 026 | 40,86 / 100,00  | 9,04 | 2 / 5      | Estável |
|                         | Coligação Democrática Unitária | 74    | 2,95 / 100,00   | 1,79 | 0 / 5      | Estável |
|                         | Partido Popular                | 63    | 2,51 / 100,00   | 1,00 | 0 / 5      | Estável |
| Votos Inválidos         | Votos Inválidos                | 111   | 4,42 / 100,00   | 0,20 |            |         |
| Total                   | Total                          | 2 511 | 100,00 / 100,00 |      | 5 / 5      |         |
| Eleitorado/Participação | Eleitorado/Participação        | 3 460 | 72,57 / 100,00  | 0,62 |            |         |

### Aljezur
| Partido                 | Partido                        | Votos | %               | +/-  | Vereadores | +/-     |
| ----------------------- | ------------------------------ | ----- | --------------- | ---- | ---------- | ------- |
|                         | Partido Socialista             | 1 872 | 61,86 / 100,00  | 1,65 | 4 / 5      | 1       |
|                         | Partido Social Democrata       | 589   | 19,46 / 100,00  | 3,89 | 1 / 5      | Estável |
|                         | Coligação Democrática Unitária | 340   | 11,24 / 100,00  | 6,10 | 0 / 5      | 1       |
|                         | Partido Popular                | 35    | 1,16 / 100,00   | 0,02 | 0 / 5      | Estável |
| Votos Inválidos         | Votos Inválidos                | 190   | 6,28 / 100,00   | 0,53 |            |         |
| Total                   | Total                          | 3 026 | 100,00 / 100,00 |      | 5 / 5      |         |
| Eleitorado/Participação | Eleitorado/Participação        | 4 572 | 66,19 / 100,00  | 1,61 |            |         |

### Castro Marim
| Partido                 | Partido                        | Votos | %               | +/-  | Vereadores | +/-     |
| ----------------------- | ------------------------------ | ----- | --------------- | ---- | ---------- | ------- |
|                         | Partido Social Democrata       | 2 200 | 50,08 / 100,00  | 1,23 | 3 / 5      | Estável |
|                         | Partido Socialista             | 1 886 | 42,93 / 100,00  | 1,81 | 2 / 5      | Estável |
|                         | Coligação Democrática Unitária | 99    | 2,25 / 100,00   | 1,21 | 0 / 5      | Estável |
|                         | Partido Popular                | 49    | 1,12 / 100,00   | 0,97 | 0 / 5      | Estável |
| Votos Inválidos         | Votos Inválidos                | 159   | 3,62 / 100,00   | 0,34 |            |         |
| Total                   | Total                          | 4 393 | 100,00 / 100,00 |      | 5 / 5      |         |
| Eleitorado/Participação | Eleitorado/Participação        | 6 038 | 72,76 / 100,00  | 3,15 |            |         |

### Faro
| Partido                 | Partido                        | Votos  | %               | +/-  | Vereadores | +/-     |
| ----------------------- | ------------------------------ | ------ | --------------- | ---- | ---------- | ------- |
|                         | Partido Socialista             | 11 077 | 41,07 / 100,00  | 3,05 | 4 / 7      | 1       |
|                         | Partido Social Democrata       | 10 333 | 38,31 / 100,00  | 4,16 | 3 / 7      | 1       |
|                         | Coligação Democrática Unitária | 2 409  | 8,93 / 100,00   | 1,13 | 0 / 7      | Estável |
|                         | Bloco de Esquerda              | 1 242  | 4,61 / 100,00   | 3,03 | 0 / 7      | Estável |
|                         | Partido Popular                | 389    | 1,44 / 100,00   | -    | 0 / 7      | -       |
|                         | Partido Humanista              | 200    | 0,74 / 100,00   | -    | 0 / 7      | -       |
| Votos Inválidos         | Votos Inválidos                | 1 320  | 4,89 / 100,00   | 0,87 |            |         |
| Total                   | Total                          | 26 970 | 100,00 / 100,00 |      | 7 / 7      |         |
| Eleitorado/Participação | Eleitorado/Participação        | 49 542 | 54,44 / 100,00  | 0,68 |            |         |

### Lagoa
| Partido                 | Partido                        | Votos  | %               | +/-  | Vereadores | +/-     |
| ----------------------- | ------------------------------ | ------ | --------------- | ---- | ---------- | ------- |
|                         | Partido Social Democrata       | 4 124  | 44,49 / 100,00  | 9,67 | 4 / 7      | Estável |
|                         | Partido Socialista             | 3 903  | 42,10 / 100,00  | 8,54 | 3 / 7      | Estável |
|                         | Coligação Democrática Unitária | 628    | 6,77 / 100,00   | 1,39 | 0 / 7      | Estável |
|                         | Partido Popular                | 184    | 1,98 / 100,00   | 1,18 | 0 / 7      | Estável |
| Votos Inválidos         | Votos Inválidos                | 431    | 4,64 / 100,00   | 0,91 |            |         |
| Total                   | Total                          | 9 270  | 100,00 / 100,00 |      | 7 / 7      |         |
| Eleitorado/Participação | Eleitorado/Participação        | 16 062 | 57,71 / 100,00  | 2,57 |            |         |

### Lagos
| Partido                 | Partido                        | Votos  | %               | +/-  | Vereadores | +/-     |
| ----------------------- | ------------------------------ | ------ | --------------- | ---- | ---------- | ------- |
|                         | Partido Socialista             | 6 498  | 49,50 / 100,00  | 5,61 | 4 / 7      | Estável |
|                         | Partido Social Democrata       | 4 711  | 35,89 / 100,00  | 7,22 | 3 / 7      | Estável |
|                         | Coligação Democrática Unitária | 1 027  | 7,82 / 100,00   | 0,28 | 0 / 7      | Estável |
|                         | Partido Popular                | 248    | 1,89 / 100,00   | 0,24 | 0 / 7      | Estável |
|                         | Bloco de Esquerda              | 241    | 1,84 / 100,00   | -    | 0 / 7      | -       |
| Votos Inválidos         | Votos Inválidos                | 401    | 3,05 / 100,00   | 0,28 |            |         |
| Total                   | Total                          | 13 126 | 100,00 / 100,00 |      | 7 / 7      |         |
| Eleitorado/Participação | Eleitorado/Participação        | 20 928 | 62,72 / 100,00  | 0,29 |            |         |

### Loulé
| Partido                 | Partido                        | Votos  | %               | +/-  | Vereadores | +/-     |
| ----------------------- | ------------------------------ | ------ | --------------- | ---- | ---------- | ------- |
|                         | Partido Social Democrata       | 14 608 | 51,42 / 100,00  | 4,58 | 4 / 7      | Estável |
|                         | Partido Socialista             | 10 624 | 37,40 / 100,00  | 6,58 | 3 / 7      | Estável |
|                         | Bloco de Esquerda              | 765    | 2,69 / 100,00   | 1,12 | 0 / 7      | Estável |
|                         | Coligação Democrática Unitária | 623    | 2,19 / 100,00   | 0,74 | 0 / 7      | Estável |
|                         | Partido Popular                | 444    | 1,56 / 100,00   | 0,69 | 0 / 7      | Estável |
| Votos Inválidos         | Votos Inválidos                | 1 344  | 4,73 / 100,00   | 0,82 |            |         |
| Total                   | Total                          | 28 408 | 100,00 / 100,00 |      | 7 / 7      |         |
| Eleitorado/Participação | Eleitorado/Participação        | 48 966 | 58,02 / 100,00  | 0,33 |            |         |

### Monchique
| Partido                 | Partido                        | Votos | %               | +/-   | Vereadores | +/-     |
| ----------------------- | ------------------------------ | ----- | --------------- | ----- | ---------- | ------- |
|                         | Partido Socialista             | 2 288 | 51,59 / 100,00  | 3,27  | 3 / 5      | Estável |
|                         | Partido Social Democrata       | 1 753 | 39,53 / 100,00  | 11,84 | 2 / 5      | Estável |
|                         | Coligação Democrática Unitária | 155   | 3,49 / 100,00   | 8,39  | 0 / 5      | Estável |
|                         | Partido Popular                | 95    | 2,14 / 100,00   | 0,85  | 0 / 5      | Estável |
| Votos Inválidos         | Votos Inválidos                | 144   | 3,25 / 100,00   | 1,03  |            |         |
| Total                   | Total                          | 4 435 | 100,00 / 100,00 |       | 5 / 5      |         |
| Eleitorado/Participação | Eleitorado/Participação        | 6 029 | 73,56 / 100,00  | 3,72  |            |         |

### Olhão
| Partido                 | Partido                        | Votos  | %               | +/-  | Vereadores | +/-     |
| ----------------------- | ------------------------------ | ------ | --------------- | ---- | ---------- | ------- |
|                         | Partido Socialista             | 7 973  | 52,06 / 100,00  | 3,28 | 5 / 7      | 1       |
|                         | Partido Social Democrata       | 4 428  | 28,91 / 100,00  | 0,93 | 2 / 7      | 1       |
|                         | Coligação Democrática Unitária | 1 471  | 9,60 / 100,00   | 1,95 | 0 / 7      | Estável |
|                         | Partido Popular                | 355    | 2,32 / 100,00   | 5,14 | 0 / 7      | Estável |
|                         | PCTP/MRPP                      | 208    | 1,36 / 100,00   | 0,68 | 0 / 7      | Estável |
| Votos Inválidos         | Votos Inválidos                | 881    | 5,75 / 100,00   | 1,53 |            |         |
| Total                   | Total                          | 15 316 | 100,00 / 100,00 |      | 7 / 7      |         |
| Eleitorado/Participação | Eleitorado/Participação        | 32 431 | 47,23 / 100,00  | 0,61 |            |         |

### Portimão
| Partido                 | Partido                        | Votos  | %               | +/-  | Vereadores | +/-     |
| ----------------------- | ------------------------------ | ------ | --------------- | ---- | ---------- | ------- |
|                         | Partido Socialista             | 8 571  | 42,54 / 100,00  | 8,28 | 4 / 7      | Estável |
|                         | PSD-CDS-PPM-MPT                | 5 787  | 28,72 / 100,00  | -    | 2 / 7      | -       |
|                         | Coligação Democrática Unitária | 2 150  | 10,67 / 100,00  | 3,20 | 1 / 7      | 1       |
|                         | Bloco de Esquerda              | 1 505  | 7,47 / 100,00   | 6,04 | 0 / 7      | Estável |
|                         | A Solução para Portimão        | 1 031  | 5,12 / 100,00   | Novo | 0 / 7      | Novo    |
| Votos Inválidos         | Votos Inválidos                | 1 103  | 5,48 / 100,00   | 1,16 |            |         |
| Total                   | Total                          | 20 147 | 100,00 / 100,00 |      | 7 / 7      |         |
| Eleitorado/Participação | Eleitorado/Participação        | 39 455 | 51,06 / 100,00  | 1,08 |            |         |

### São Brás de Alportel
| Partido                 | Partido                        | Votos | %               | +/-   | Vereadores | +/-     |
| ----------------------- | ------------------------------ | ----- | --------------- | ----- | ---------- | ------- |
|                         | Partido Socialista             | 3 244 | 68,27 / 100,00  | 25,94 | 4 / 5      | 1       |
|                         | Partido Social Democrata       | 931   | 19,59 / 100,00  | 19,08 | 1 / 5      | 1       |
|                         | Coligação Democrática Unitária | 273   | 5,74 / 100,00   | 4,38  | 0 / 5      | Estável |
|                         | Partido Popular                | 88    | 1,85 / 100,00   | 3,47  | 0 / 5      | Estável |
| Votos Inválidos         | Votos Inválidos                | 216   | 4,55 / 100,00   | 0,99  |            |         |
| Total                   | Total                          | 4 752 | 100,00 / 100,00 |       | 5 / 5      |         |
| Eleitorado/Participação | Eleitorado/Participação        | 7 917 | 60,02 / 100,00  | 2,85  |            |         |

### Silves
| Partido                 | Partido                        | Votos  | %               | +/-   | Vereadores | +/-     |
| ----------------------- | ------------------------------ | ------ | --------------- | ----- | ---------- | ------- |
|                         | Partido Social Democrata       | 7 395  | 44,18 / 100,00  | 1,67  | 4 / 7      | Estável |
|                         | Partido Socialista             | 4 611  | 27,54 / 100,00  | 9,74  | 2 / 7      | 1       |
|                         | Coligação Democrática Unitária | 3 225  | 19,27 / 100,00  | 12,34 | 1 / 7      | 1       |
|                         | Bloco de Esquerda              | 533    | 3,18 / 100,00   | 2,26  | 0 / 7      | Estável |
|                         | Partido Popular                | 166    | 0,99 / 100,00   | 1,27  | 0 / 7      | Estável |
| Votos Inválidos         | Votos Inválidos                | 810    | 4,83 / 100,00   | 0,06  |            |         |
| Total                   | Total                          | 16 740 | 100,00 / 100,00 |       | 7 / 7      |         |
| Eleitorado/Participação | Eleitorado/Participação        | 28 175 | 59,41 / 100,00  | 0,17  |            |         |

### Tavira
| Partido                 | Partido                        | Votos  | %               | +/-  | Vereadores | +/-     |
| ----------------------- | ------------------------------ | ------ | --------------- | ---- | ---------- | ------- |
|                         | Partido Social Democrata       | 7 675  | 53,83 / 100,00  | 0,21 | 4 / 7      | Estável |
|                         | Partido Socialista             | 5 046  | 35,39 / 100,00  | 1,57 | 3 / 7      | Estável |
|                         | Coligação Democrática Unitária | 413    | 2,90 / 100,00   | 0,38 | 0 / 7      | Estável |
|                         | Bloco de Esquerda              | 305    | 2,14 / 100,00   | 1,24 | 0 / 7      | Estável |
|                         | Partido Popular                | 212    | 1,49 / 100,00   | 0,55 | 0 / 7      | Estável |
| Votos Inválidos         | Votos Inválidos                | 606    | 4,25 / 100,00   | 0,36 |            |         |
| Total                   | Total                          | 14 257 | 100,00 / 100,00 |      | 7 / 7      |         |
| Eleitorado/Participação | Eleitorado/Participação        | 21 869 | 65,19 / 100,00  | 0,51 |            |         |

### Vila do Bispo
| Partido                 | Partido                        | Votos | %               | +/-   | Vereadores | +/-     |
| ----------------------- | ------------------------------ | ----- | --------------- | ----- | ---------- | ------- |
|                         | Partido Social Democrata       | 1 397 | 44,69 / 100,00  | 1,65  | 3 / 5      | 1       |
|                         | Partido Socialista             | 1 313 | 42,00 / 100,00  | 4,48  | 2 / 5      | Estável |
|                         | Bloco de Esquerda              | 195   | 6,24 / 100,00   | -     | 0 / 5      | -       |
|                         | Coligação Democrática Unitária | 105   | 3,36 / 100,00   | 12,04 | 0 / 5      | 1       |
|                         | Partido Popular                | 19    | 0,61 / 100,00   | 0,78  | 0 / 5      | Estável |
| Votos Inválidos         | Votos Inválidos                | 97    | 3,10 / 100,00   | 0,44  |            |         |
| Total                   | Total                          | 3 126 | 100,00 / 100,00 |       | 5 / 5      |         |
| Eleitorado/Participação | Eleitorado/Participação        | 4 287 | 72,92 / 100,00  | 0,79  |            |         |

### Vila Real de Santo António
| Partido                 | Partido                        | Votos  | %               | +/-   | Vereadores | +/-     |
| ----------------------- | ------------------------------ | ------ | --------------- | ----- | ---------- | ------- |
|                         | Partido Social Democrata       | 4 185  | 44,13 / 100,00  | 18,70 | 3 / 7      | 1       |
|                         | Partido Socialista             | 3 349  | 35,32 / 100,00  | 1,71  | 3 / 7      | Estável |
|                         | Coligação Democrática Unitária | 1 405  | 14,82 / 100,00  | 16,50 | 1 / 7      | 1       |
|                         | Bloco de Esquerda              | 209    | 2,20 / 100,00   | 1,43  | 0 / 7      | Estável |
|                         | Partido Popular                | 57     | 0,60 / 100,00   | 1,85  | 0 / 7      | Estável |
| Votos Inválidos         | Votos Inválidos                | 278    | 2,93 / 100,00   | 0,07  |            |         |
| Total                   | Total                          | 9 483  | 100,00 / 100,00 |       | 7 / 7      |         |
| Eleitorado/Participação | Eleitorado/Participação        | 15 086 | 62,86 / 100,00  | 0,27  |            |         |